# Pèrsida
Persis o Pèrsida  (Perside) (grec antic: Περσίς; antic persa : Parsa; persa: پارس, Pārs) fou una regió de l'antiga Pèrsia, a l'Iran, considerada el cor de Pèrsia i el districte que dona nom al poble dels perses entre les muntanyes Zagros o el llac Urmia. Era una província muntanyosa amb poques planes però amb valls molt fèrtils, entre les quals destaquen les de la rodalia de Persèpolis, la capital aquemènida.

## Geografia
La costa era càlida i arenosa i estava molt poc habitada. Les muntanyes principals eren les muntanyes Parachoathras (Elwend) i les muntanyes Ochus (potser Nakhilu). Els rius principals eren l'Araxes (Bend-Amír,), el Medus (Pulwán), i el Cyrus (Kúr), a l'interior, i el Bagrada, el Padargus, l'Heratemis, el Rhogonis, i l'Oroatis, a la costa, Les principals ciutats eren Pasàrgada, primera capital, Persèpolis, Gabes (Gabae), residència ocasional dels reis, Taoce i Aspadana.

## Satrapia aquemènida
Els aris avantpassats dels perses van arribar a la regió el segle x aC. Sota la dinastia persa dels aquemènides establerta al segle vi aC (i més tard amb els selèucides) formava una gran satrapia, una satrapia i una satrapia menor. La gran satrapia de Persis (Pārsa) tenia capital a Pasàrgada. Sàtrapes coneguts foren:
- Sybares, en temps de Cir I el Gran
- Ariobarzanes, en temps de Darios III. Fou derrotat pels macedonis a la batalla de les Portes Perses l'hivern del 330 aC

La gran satrapia estava formada per dues satrapies:
- Persis que limitava al nord amb Mèdia, a l'oest amb Susiana; al sud amb el golf Pèrsic
- Susiana

Al seu torn la satrapia de Persis estava formada per dues satrapies menors:
- Persis, equivalent a la regió de Fars
- Carmània (potser la Yutiva de la inscripció de Bisutun), un sàtrapa de la qual és esmentat en una inscripció: Karkish. Aquesta satrapia la formaven el Kirman i Luristan, i la capital probablement era la ciutat de Kirman. El límit oriental era probablement el llac Hamun i les terres pantanoses situades a l'oest del Sistan.

## Domini dels diadocs i els selèucides
A la mort d'Alexandre el Gran, els successors coneguts com els "diàdocs", es van repartir l'Imperi a Babilònia el 323 aC i a Triparadisos el 321 aC. Peucestes de Mieza va conservar el govern de la satrapia de la Perside.
Entre 317 aC i 315 aC., les riqueses de la regió (entre les quals Persèpolis) i altres factors van provocar l'enfrontament entre Èumenes de Càrdia i Antígon el Borni. El 316 aC, Peucestes, aliat a Èumenes, fou derrotat per Antígon à la batalla de Gabiene. Antígon es va poder imposar aleshores i va reformar les satrapies de la regió; Nicanor fou nomenat estrateg (stratēgós) de les satrapies orientals inclosa la Persida
À partir del 312 aC., Seleuc va conquerir Persida després de derrotar a Nicanor en una batalla a la vora del Tigris. La conquesta fou facilitada pel suport de l'aristocràcia local persa a la que Antígon havia reprimit el 315 aC i des de llavors s'oposaven als sàtrapes enviats per Antígon.
Els selèucides van manifestar clarament la voluntat d'integrar la satrapia; es van establir colònies macedònies a la regió destacant Antioquia de Persis. No obstant el intent no va reeixir. La ciutat va obtenir una àmplia autonomia envers el rei. A la ciutat no es va emprar el calendari macedoni i la ciutat no es considerava "ciutat reial". No obstant el fracàs no fou absolut; el gran sacerdot d'Antioquia de Pèrsia era el sacerdot dels reis selèucides; la ciutat va mantenir la fidelitat al rei Antíoc III i va emetre un decret reconeixent les festes d'Artemisa Leucofirena d'acord amb la voluntat en aquest sentit manifestada pel rei. Al decret s'esmenten totes les ciutats de la zona del Golf Pèrsic que van adoptar la mateixa decisió, posant de manifest una xarxa de solidaritat prou forta i una cohesió remarcable. Així, si bé la satrapia no va quedar completament unificada al domini central reial, almenys va agafar les senyals de la reialesa selèucida
Es discuteix si la satrapia de Persis va obtenir autonomia ràpidament o fou força més endavant. La qüestió d'una certa autonomia no es discuteix però la data es dubtosa. Una dinastia local, coneguda com els Fratarāka va passar a dominar la regió sota l'autoritat formal selèucida; però mentre alguns historiadors con Josef Wiesehöfer pensen que això va passar aviat, des de vers el 305 aC o poc després (i com a prova hi hauria el fracàs de la colonització macedònia a la zona), altres creuen que el procés fou molt més lent. El anomenats Frataraka serien una influent família de la noblesa local, que van anar guanyant posicions però de moment el rei conservava el control sobre la satrapia. Així apareix sota Seleuc III Ceraune un sàtrapa macedoni de nom Alexandre, esmentat per Polibi; encara governava sota Antíoc III, rei selèucida del 223 aC al 187 aC, però el 222 aC va seguir al seu germà Moló, sàtrapa de Mèdia, en la seva revolta contra el rei; la revolta fou derrotada i posteriorment ja no es torna a esmentar Persis com a satrapia, si bé no consta que hagués estat suprimida. Es pensa que Antíoc va tenir dificultats per dominar la satrapia i alguns suggereixen que fou aleshores quan va buscar l'aliança de la poderosa família local coneguda com els Frataraka

## Sàtrapes selèucides
Es d'aquest temps que es coneixen alguns governants: en els primers anys del segle iii aC era sàtrapa Vahbarz I, del qual se sap que va dirigir una revolució contra els selèucides que fou aplanada i la regió va quedar altre cop sotmesa. Posteriorment s'esmenta com a sàtrapa a Baykard. Al final del segle iii aC (o sigui ja prop de l'any 200 aC) governava Baydad, que era fill i possible successor de Baykard, el qual restava fidel al sobirà selèucida. A la primera meitat del segle ii aC s'esmenta a un sàtrapa de nom Ardaxir I al que va succeir Vahbarz II encara abans de la meitat del segle. No és segur en quin moment els arsàcides van imposar la seva sobirania al sàtrapa de Persis arrabassant aquesta zona als selèucides (es dona la data del 162 aC), però el següent nom que apareix, Vadfradad I, que havia de regnar vers la meitat del segle ii aC, ja es reconeixia vassall del rei de reis part i segurament ja no s'anomenava sàtrapa sinó que emprava el títol reial (rei de Persis o Persida, equivalent al Fars). L'estudi de les monedes dels Frataraka aclariran sens subte algunes incògnites.
No es coneix la data exacta, però a la meitat del segle II (vers 162 aC) va caure en mans dels parts. No és clar si els dinastes que la van governar sota autoritat del rei de reis part eren descendents del antic sàtrapa selèucida i eventualment un Frataraka, o aquesta dinastia local (reial o més probablement formada per un magnat amb poder religiós i social que hauria estat subjecte al sàtrapa) fou aleshores quan es va acabar imposant-se com a governant per un moviment intern o amb ajut extern dels parts. Com s'ha vist alguns situen la seva emergència al segle iii (be vers l'any 300 aC o be vers el 220 aC) ai altres al segle ii aC (be al moment de la submissió als parts o algun temps després)

## Regne de Persis
Els selèucides havien perdut Bactriana el 253 aC i Pàrtia el 247 aC, a la que va seguir Hircània, primer afavorint la independència del poble dels amardis, nòmades dedicats al bandidatge, i després sotmetent a aquest poble; el rei selèucida Seleuc II Cal·línic (246-225 aC) va marxar a la zona, va derrotar els parts i va recuperar part d'Hircània, però a mitja campanya va haver de retornar per fer front a la rebel·lió de son germà Antíoc Hierax i així el rei part (suposadament Tiridates Arsaces II, d'existència dubtosa) va poder derrotar les forces que Antíoc havia deixat a la part nord-oriental del regne (238 aC). No obstant el 222 aC les satrapies de Persis i Mèdia romanien en mans selèucides. El 209 aC el selèucida Antíoc el Gran va fer una brillant campanya militar a Pàrtia, va ocupar la capital Hekatompilos, va derrotar a Artaban a la muntanya Labus, va entrar a Hircània on va ocupar Tambrax i després Syrinx fou ocupada després d'un setge; tot això va obligar a Artaban a demanar la pau i respectar l'autoritat del rei selèucida. Tanmateix, després de la derrota selèucida a Magnèsia del Sipilos (189 aC), Pàrtia va esdevenir independent i poc després, el 178 aC, sotmetien als amardis recuperant Hircànias i al mateix temps es van expandir cap al regne oriental de Bactriana ocupant la part occidental amb Herat (Alexandria d'Aria). El 164 aC Mitridates I de Pàrtia va entrar a la Mèdia Atropatene, i el sàtrapa Bagasis, que s'havia proclamat rei, fou derrotat, i va haver de reconèixer la sobirania del rei dels parts (després, vers el 149 aC, el rei d'Armènia hi va imposar la seva pròpia sobirania). Vers l'140 aC Mitridates I de Pàrtia es va apoderar de Persis, Susiana i Elimaida i va envair Mesopotàmia cap a Babilònia.
L'expansió no va parar en els següents anys: el 148 aC van dominar bona part de Bactriàna menys la conca del Indo i el Kabulistan i poc després la seva frontera ja era al Tigris i Eufrates i van entrar a la província de Babilònia ocupant Selèucia del Tigris (141 aC) i Babel (juliol de 141 aC). El contraatac del rei Demetri II Nicàtor (147 aC - 138 aC) li va permetre recuperar Babel i mantenir subjecte el territori de la Caracene (també anomenat Mesene en la seva part nord), però l'any següent els parts van recuperar Babel (encara que probablement per poc temps) i van arribar a Dura Europos. Demetri II fou apressat en les lluites i fou tractat amb gran correcció i se li va oferir de casar amb la princesa parta Rodegundis. Vers aquest any van fundar Ctesifont. En aquest moment (vers 139 aC) alguns territoris es van independitzar de l'Imperi Selèucida, en concret el territori dels jueus (Judea) i Osroene. Persis va emetre les seves monedes.
El 130 aC Antíoc VII Sidetes va organitzar una expedició contra els parts als quals va derrotar el riu Lycos (el Zab). Armènia, Mèdia Atropatene i la Pèrsis o Persida es van revoltar contra la sobirania dels parts. El rei part va alliberar llavors a Demetri II amb la idea que en reclamar el tron causaria disturbis a l'Imperi Selèucida, com així va passar, podent recuperar les zones revoltades. El 129 aC els parts van iniciar una ofensiva a Mesopotàmia i Antíoc VII fou derrotat i va morir a la lluita i el seu fill Seleuc fou fet presoner. Babel fou ocupada poc després (vers 126 aC) al sàtrapa de Caracene que s'havia fet independent, junt amb tot el país al nord d'aquest regne. Fou nomenat governador de la part nord de Caracene un tal Himeros (nomenat sàtrapa de Mesene) que era un funcionari part, però Hyspaosines es va poder mantenir uns anys al sud amb el títol de rei de Caracene. El 127 aC Fraates II va morir en la lluita contra la devastadora invasió dels Saces (escites). La invasió escita (que va provocar també la mort del següent rei part) va estabilitzar la situació, però Persis romania en mans dels parts sota la dinastia local.
El 123 aC el sàtrapa part de Mesene, Himeros, es va revoltar i es va voler independitzar, i el sàtrapes selèucida d'Adiabene i Gordiene va fer el mateix vers el 122 aC. Mitridates va sotmetre a Himeros i al rei de Caracene Hyspaosines; del primer no es torna a fer esment però el segon va conservar el país com a vassall. El 119 aC Mitridates havia netejat de saces el país i els havia reduït a la regió del Sakastan (Sistan) com a teòrics vassalls (si bé el rei Azes es va alliberar d'aquesta tutela uns anys després). La guerra civil dels parts, iniciada poc després, combinada amb l'enèrgic govern a Armènia, van afavorir l'expansió d'aquest regne (conquestes de Gordiene, Adiabene i Atrpatene) i la pèrdua de poder dels parts.
Mitridates III (rei del 57 aC al 52 aC) va recuperar l'Atropatene i va obligar el rei de Gordiene a pagar tribut. Osroene també va haver de reconèixer la sobirania del rei part. Perfò una revolta de la noblesa en favor del seu germà Orodes II va fer intervenir als romans (procònsol de Síria Aulus Gabinius). El general part Surena finalment va obtenir la victòria i Mitridates III fou executat. La primera guerra romano-parta va seguir poc després i en endavant les lluites entre Armènia, Pàrtia i Roma foren constants.

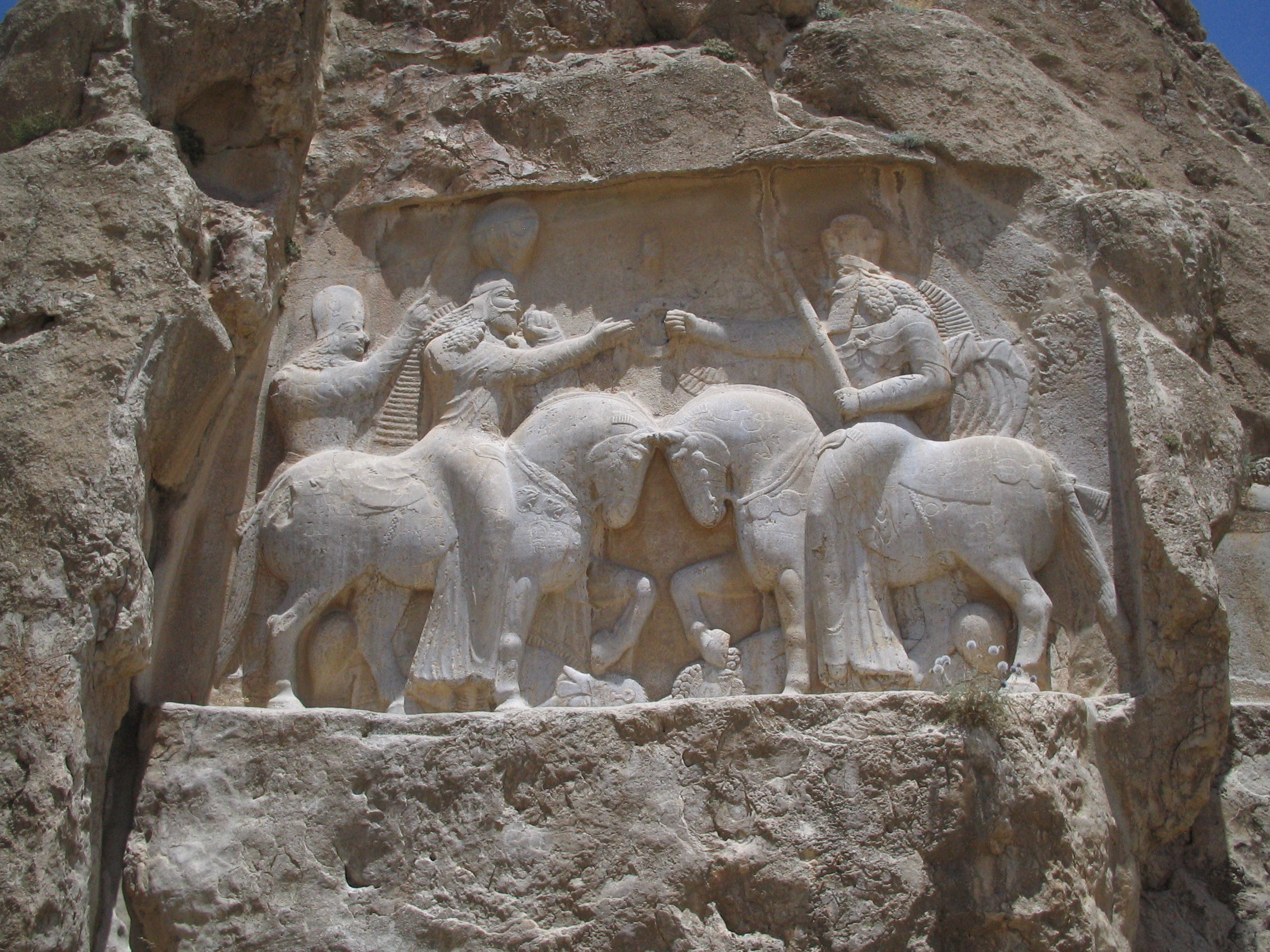
Un relleu sassànida que mostra la investidura d'Artaxerxes I

El 209 va esclatar la guerra civil quan Artaban V es va rebel·lar contra son germà Vologès VI de Pàrtia i es va apoderar de la part occidental de l'Imperi, singularment Mesopotàmia, la Mèdia del sud i l'Atropatene, Persis, Caracene i Elimiade. La regió de Pèrsis (Pèrsia) era governada (entre altres) per la dinastia de prínceps del casal de Bazerandian; vers el 208 o 210 es va revoltar contra els Bazerandian el noble de nom Papak o Babak, fill de Sassan, governant local de Kheir que va assolir el poder i fou proclamat príncep. És probable que els derrocats Bazerandian foren fidels a Vologès VI mentre Papak es va aliar a Artaban. La divisió del regne entre Vobones i Artaban V, va impedir detectar els esforços de Babak per incrementar el seu poder que ja venien de temps enrere, i a poc a poc, per aliances polítiques i matrimonials, i aprofitant la guerra contra Roma, el reietó es va trobar com una figura destacada dins de Persis i amb un cert poder i influència.
El 216 l'emperador Caracal·la va demanar a Artaban la mà de la seva filla, però Artaban va desestimar la petició. Això va irritar a Caracal·la que amb diversos pretexts va buscar la guerra amb els parts, i va entrar en el seu territori devastant la província d'Assíria i la de Mèdia Atropatene; les tombes dels reis a Arbela foren profanades i els ossos escampats (Caracal·la suposava que es tractava dels ossos dels reis arsàcides però a Arbela només hi podia haver reis d'Adiabene, si és que hi eren); el nobles parts fets presoners foren executats per ordre expressa de l'emperador. Caracal·la va ser assassinat el 8 d'abril del 217 i des de llavors els parts van passar al contraatac. La gran Batalla de Nisibis va durar dos dies i els parts obtingueren dos victòries seguides. El nou emperador Macrí va comprar la pau per dos-cents milions de sestercis, havent de reconèixer als parts com foedus aequum i a Tiridates com a rei d'Armènia.
Babak va morir vers el 220 i el va succeir el seu fill Sapor o Xapur; un altre fill, Ardaxir I, era aleshores governador de Darabgird, i es va revoltar contra la designació del seu germà gran com a hereu, reclamant part del poder; sembla que els dos germans es van disputar el control de Persis. Sapor va morir per l'enfonsament d'un edifici vers el 222 el que va facilitar la feina a Ardaxir I (que probablement fou el responsable del accident). Llavors Ardaxir va reunir tot el poder aconseguir i va traslladar la seva capital més al sud de Persis, a un lloc anomenat Ardashir-Khwarrah (antiga Gur, moderna Firozabad). Sense la guerra civil i la lluita amb els romans no s'explica com va aconseguir dominar tota Persis, però el cert es que no va acabar aquí sinó que va continuar estenent el seu poder per tot l'Iran, obligant a declarar la seva lleialtat a tots els petits prínceps locals del Fars, Susiana, Elimiade, Kirman, Esfahan i Mesene-Caracene.

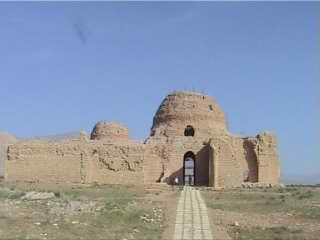
Sarvestan Palace in Sarvestan

Una de les versions de la història de Pèrsia diu que el 222 va morir Papak i el va succeir el seu fill Shapur però va morir en un accident i el seu germà Ardashir, que ja estava rebel·lat contra el pare per haver designat hereu a l'altre fill, va assolir el poder. L'altra versió diu que Ardeshir va triomfar sobre el seu pare i va fer executar a son germà. Fos com fos, Ardeshir fou des de llavors príncep de Pèrsia i aliat al rei Artaban que li tenia tota la confiança, ja que va conquerir Carmània (Kirman) al seu germà i rival Vologès VI. Tanmateix, Ardeshir conspirava contra el rei i va fomentar una rebel·lió de nobles a l'Atropatene; els rebels van rebre assistència d'Ardexir. Artaban va marxar contra ells però fou derrotat i mort prop d'Ormuz (Hormizdegan), entre Bebehan i Shushtar (Sosirate) a finals del 226. Ardaxir fou llavors coronat a Ctesifont com a rei de reis de Pèrsia fundant la dinastia sassànida que va durar 425 anys. En dos anys va arrabassar a Vologès VI els territoris que encara controlava; un fill d'Artaban V, Artavasdes, va resistir als perses un temps probablement inferior a cinc anys. Va rebre el suport del rei àrab d'Hatra (amb el qual estava emparentat), que amb tot va mantenir la seva independència. El rei part de Bactriàna, Vesadyan (possiblement Vologès VI de Pàrtia), del casal de Karen Pahlav, va atacar a Ardexir, però aquest va eludir el combat i vers el 228 Vesadyan fou assassinat; el príncep d'Hircània, del casal de Dyesfenshah va reconèixer a Ardaxir com el seu sobirà i fou confirmat en el seu feu.
Vers el 231 Ardaxir va ocupar Atropatene mentre l'emperador romà Alexandre Sever va atacar als perses des Armènia, entrant també a la Mèdia (Atropatene). Segons Moisès de Khorèn, el rei Tiridates II d'Armènia (Khosrov I) va buscar l'aliança dels albans, ibers, alans, i dels escites de l'Imperi de Kuixan (que regnaven a la part oriental a l'actual Afganistan i part del Pakistan i el Panjab Indi) el rei dels quals era Vasudeva (armeni Vehsadjan) però els sassànides van envair l'imperi Kushan entre el 241 i el 251, van ocupar Pushkabur (Peshawar) i van deposar Vasudeva.
Tiridates II fou traïdorament assassinat per un exiliat part, de nom Anak (suposat pare de Gregori l'Il·luminat el primer patriarca d'Armènia), que havia acollit a la capital Vagharxapat, i que estava secretament al servei dels sassànides. La data tradicional (Aghatange, Moisès de Khorèn i Tornebize) és el 238. Llavors Armènia hauria passat als sassànides. El relat tradicional diu que el petit fill del rei, Tiridates (futur Tiridates III d'Armènia), va ser salvat i enviat amb els romans. Tanmateix, se sap que el 244 el tractat entre l'emperador romà Filip l'àrab i Shapur I de Pèrsia, cedia Armènia als perses però les legions es van aixecar contra aquest fet i van obligar a anul·lar-lo, de manera que la data tradicional sembla errònia. Només se sap segur que el 252 Shapur ja dominava Armènia (així ho testimonia Zonaràs) i en aquest any va instal·lar com a rei a Artavasdes VII, en el qual alguns han vist la figura del darrer emperador part, si bé per les dates del seu regnat (252-287) sembla que no és possible que foren la mateixa persona.

## Reis de Persis
- Vadfradad II 	vers 140 aC	?
- Desconegut I (Syknlt?) 	segona meitat del segle ii aC
- Darev I 	vers 100 aC
- Vadfradad III 	després del 100 aC
- Darev II 	(fill de Vadfradad III), vers 75-50 aC
- Artaxerxes II 	(fill de Darev II; assassinat pel seu germà Vahxir I), després del 50 aC
- Vahixir I 	(fill de Darev II), successor de l'anterior
- Pakor I 	(fill de Vahixir I), vers després de 25 aC
- Pakor II 	vers 1-25
- Nambed (fill d'Artaxerxes II), vers 25-50
- Napad 	(fill de Nambed), vers 50-75
- Desconegut II, 	vers 75-100
- Vadfradad IV 	vers 100-120
- Manchihr I 	vers 120-140
- Artaxerxes III 	(fill de Manchihr I) vers 140-150
- Manchihr II 	(fill d'Artaxerxes III), vers 150-160
- Pakor III[6] 	vers 160-180
- Manchihr III 	(fill de Manchihr II), vers 180-200
- Artaxerxes IV 	(fill de Manchihr III), vers 200
- Vahixir II 	206-210 (darrer Bazarangida).
- Babak (Papak) 210-220
- Shapur (Sapor) 220-222 	(fill de Babak)
- Artaxerxes V (Artaxerxes I Sassànida), 222-